# 温岑贝格
温岑贝格是德国莱茵兰-普法尔茨州的一个市镇。总面积5.50平方公里，总人口426人，其中男性211人，女性215人（2011年12月31日），人口密度77人/平方公里。